# Toledot Yesu
Le Toledòt Yeshu (תולדות ישו, in italiano: La Vita di Gesù) sono "una serie di racconti di matrice ebraica carichi di diffamazioni contro Gesù Cristo e contro il primo Cristianesimo, una sorta di antivangelo a uso interno, ironico, dissacrante, sarcastico".

## Origine e diffusione fra tarda antichità e Medioevo
I nuclei originali di questi racconti, che inizialmente furono trasmessi in forma orale, sono antichissimi e connessi probabilmente alle prime polemiche tra ebrei e cristiani, testimoniate già negli Atti degli Apostoli, 13. Il Sèfer Toledot Jeshu originale forse è stato scritto nel II secolo d.C.; l'autore, Jonathan o Giovanni di Gerusalemme definito contemporaneo nel testo, ignoto, è certamente un dotto ebreo. Il libro contiene un resoconto di carattere aneddotico di episodi della vita di Gesù Cristo, figura centrale della religione cristiana. Il racconto si distingue per gli elementi diffamatori in esso contenuti. Gesù è presentato come il frutto di un adulterio e come un eretico blasfemo, che si è macchiato di stregoneria e ha violato la legge di Mosè per la propria arroganza, ambizione e malvagità. In virtù dei suoi contenuti ampiamente polemici, l'opera ebbe una notevole diffusione in ambiti culturali ostili ai cristiani, allora non infrequenti e animati da pregiudizi sulla presunta perversione della, per l'epoca, nuova fede. Ne è dimostrazione il fatto che il pagano Celso cita quest'opera presumendone la veridicità per polemizzare contro i cristiani e che il cristiano Origene la confuta in un suo libro. Alcune accuse, che compaiono nelle Toledòt, si ritrovano anche in Tertulliano e sembrano attestate anche dal Talmud. 
Si suppone che i racconti siano stati posti in forma scritta fra il IV e il VI secolo, se non più tardi. Le Toledòt si diffusero, sia pure in versioni differenziate, in tutta l'Europa e nel Medio Oriente (Yemen, Iraq, Persia) e ne sopravvivono un centinaio di redazioni. La lingua originaria era forse l'aramaico, ma la maggioranza dei manoscritti sono in ebraico, con versioni più tarde in arabo, giudeo-persiano, giudeo-tedesco (Yiddish) e giudeo-spagnolo (Ladino).
Le diverse redazioni vengono normalmente ripartite in tre gruppi, definiti dal nome di colui, che nel racconto giudica Gesù: Ponzio Pilato, il re Erode o la regina Elena di Adiabene.

## Contenuto schematico
Il libro contiene un resoconto di carattere aneddotico di episodi della vita di Gesù Cristo, figura centrale della religione cristiana. Il racconto si distingue per gli elementi diffamatori in esso contenuti. Gesù è presentato come il frutto di un adulterio e come un eretico blasfemo, che si è macchiato di stregoneria e ha violato la legge di Mosè per la propria arroganza, ambizione e malvagità: una sorta di stregone alleato dei romani che voleva il male del popolo d'Israele.

### Concordanze e discordanze coi vangeli canonici
Nelle Toledòt compaiono affermazioni correlate alla narrazione evangelica (fra parentesi le contrapposizioni):
- Gesù è figlio di Giuseppe e Maria (in alcune versioni il legittimo sposo di Maria si chiamava Giovanni, un eretico, in altre era Giuseppe, Maria e Giuseppe fanno parte delle famiglie dei sommi sacerdoti del Tempio ed il loro matrimonio era stato combinato);
- Nasce a Betlemme (solo in alcune versioni mentre in altre nasce a Gerusalemme mentre nazareno non significa proveniente da Nazaret ma "iniziato alla sapienza segreta", impartitagli da Giovanni Pantera)
- Incontra i Dottori (ai quali contesta la dignità di profeta per Mosè in quanto iniziato da Jetro e loro ne diventano nemici spargendo la voce della sua nascita illegittima fino a costringerlo ad abbandonare la città, a seguito di ciò cambia il suo nome in quello noto cioè Gesù);
- Pretende di essere nato da una vergine e di essere figlio di Dio (ma in realtà è nato da un rapporto adulterino di Giovanni Pantera con Maria, mestruata, che in altre é colui che l'aveva fatta apostatare dalla fede ebraica per il paganesimo);
- Compie miracoli, cammina sull'acqua, risuscita un morto e guarisce un lebbroso (utilizza come strumento di magia il nome impronunciabile di Dio cucendoselo in una coscia per aggirare i demoni guardiani che glielo avrebbero fatto dimenticare; che in alcune versioni ha rubato nel tempio in altre appreso dal battista dal quale si fece rivelare il nome anche Giuda Iscariota per combattere Gesù);
- Manda in visibilio i giudei ed entra in Gerusalemme sul dorso di un asino seguendo la profezia ebraica sul messia (solo in alcune versioni mentre in altre sono gli ebrei a inventare la sua identità messianica);
- Applica a sé molte profezie bibliche (Isaia 7,14; Zaccaria 9,9; Salmi 2 e 110) (che davanti alla regina i dottori contestano punto per punto mentre in altre versioni sono gli ebrei a inventare la sua identità messianica);
- Fu combattuto da Giuda Iscariota inviato dagli ebrei, frustato e incoronato di spine (durante il processo alla sinagoga di Tiberiade dalla quale fugge nei paesi pagani, Egitto o Asia minore, dopo essere stato liberato dai suoi seguaci);
- Gli fu dato da bere aceto, morì in occasione della Pasqua e fu sepolto prima dell'inizio del sabato (dopo essere tornato dall'estero al tempio per riottenere il nome divino fattogli dimenticare da Giuda durante uno scontro in aria che gli provoca un'impurità, a seguito del quale cade a terra dando luogo alla festa del venerdì santo ossia muore contraddicendo il seguito, la sua esecuzione avviene per impiccagione ad un albero dopo essere stato riconosciuto da Giuda mentre tentava consecutivamente di nascondersi dietro le sembianze acquisite miracolosamente dei suoi apostoli, come nel docetismo);
- I suoi dodici apostoli raccontarono che era risorto (ma il cadavere era stato nascosto dal giardiniere).
- Pietro e Paolo si sostituirono, spacciandosi per suoi continuatori, a Gesù; erano infiltrati degli ebrei l'uno per uccidere Gesù, in alcune versioni identificato in Giuda Iscariota, e l'altro per cambiarne le dottrine, introdurre le festività ebraiche tra i cristiani tra cui la Pasqua e l'identificazione di Gesù nel messia ebraico

Queste somiglianze e contrapposizioni per alcuni suggeriscono che le Toledòt Yesu siano una parodia dei vangeli scritta molto dopo gli eventi e perciò priva di qualsiasi contenuto storico. Alcuni studiosi, tuttavia, hanno scelto di credere all'autenticità del racconto al punto di affermare che Gesù sarebbe effettivamente stato un personaggio ebraico vissuto un secolo prima di Cristo. I primi a sostenere questa tesi sono stati i teosofi H.P.Blavatsky e G.R.S. Mead. In realtà il regno di Alessandro Janneo del primo secolo avanti Cristo quale epoca della narrazione viene citato solo in alcune versioni mentre in altre si parla di "Erode II".

## La diffusione fra i cristiani e le prime traduzioni
Il testo delle Toledòt, scritto in ebraico, rimase di fatto inaccessibile per secoli alla maggior parte dei dotti non ebrei. La prima versione in latino delle Toledòt, tratta da un testo molto simile a quella contenuta nel Manoscritto di Strasburgo, fu redatta nel 1278 da Raimondo Martí. La traduzione di Martí fu inserita da Porchetus Salvagus nel suo Victoria (Porcheti) adversus impios Hebraeos (circa 1303). La Victoria fu edita a stampa nel 1520 e letta da Martin Lutero, che attaccò violentemente le Toledot Yeshu e gli ebrei nel suo pamphlet Vom Shem Hamphoras und vom Geschlecht Christi (1543).
Nel 1681 il teologo e studioso protestante Johann Christof Wagenseil pubblica a Friburgo l'opera in due tomi Tela Ignea Satanae. Hoc est: Arcani, & horribiles Judaeorum adversus Christum Deum, & Christianam Religionem Libri Anekdotoi, anche nota con il nome abbreviato di Tela ignea. Il primo tomo è interamente dedicato al Carmen memoriale del rabbino Yom Tov Lipmann-Mulhausen (la versione abbreviata e in versi dell'anonimo Liber Nizachon "vetus", in cui viene confutata la religione cristiana); il secondo tomo contiene anche gli atti di due dispute fra rabbini e teologi cristiani e il Chissuk Emuna ("La fede rafforzata") di Isaac Troki. Quest'opera, edita in ebraico e in latino, è una raccolta di testi scritti in epoca passata da autori ebrei per utilizzarli come argomentazioni da opporre ai cristiani nel corso di dissertazioni dotte sulla teologia. Tra i testi raccolti dal Wagenseil c'e il Sepher toldos Jeschut, identificato con il nome di Libellus Toldos Jeschu o, più semplicemente, Libellus Toldos, sino ad allora dimenticato nell'ambito culturale europeo e che l'autore ha dunque il merito di aver riscoperto, che l'autore stesso definì nefandum et abominabilem libellum...cacatum a Satana. L'opera tornò immediatamente a suscitare clamore per via del suo contenuto, venendo condannata dalla Chiesa e divenendo oggetto di critiche da molti studiosi, in quanto giudicata portatrice di affermazioni false o falsificate su Gesù e la sua vita. Tra i polemici c'era anche Voltaire, che nel suo Dizionario Filosofico afferma: «Di tutte le opere prodotte dalla loro cecità, nessuna è così odiosa e stravagante come l'antico libro intitolato: Sepher Toldos Jeschut, disseppellito dal signor Wagenseil, nel secondo tomo della sua opera intitolata: Tela ignea ecc. È in questo Sepher Toldos Jeschut che si legge una storia mostruosa della vita del nostro Salvatore, fabbricata con tutta la passione e la malafede possibili. Così, per esempio, si è osato scrivere che un tale Panther o Pandera, abitante a Betlemme, si era innamorato di una giovane donna maritata a Jochanan. Egli ebbe da questo commercio impuro un figlio chiamato Jesua o Gesù. Il padre del bambino fu costretto a fuggire e si rifugiò a Babilonia. Quanto al piccolo Gesù, fu mandato a scuola; ma, aggiunge l'autore, ebbe l'insolenza di alzare la testa e di scoprirsi il capo davanti ai sacrificatori, invece di presentarsi davanti a loro a testa bassa e col viso coperto, com'era costume: arditezza che fu vivamente riprovata, e indusse a esaminare la sua nascita, che fu trovata impura ed espose ben presto il bimbo alla pubblica ignominia. Questo detestabile Sepher Toldos Jeschut era conosciuto fin dal II secolo: Celso lo cita con rispetto, e Origene lo confuta nel suo nono capitolo.» (Estratto dalla voce Messia del Dizionario Filosofico di Voltaire).
Nel 1705 un testo ebraico leggermente diverso fu pubblicato a Leida con traduzione latina, note e confutazioni dal pastore protestante svizzero John James o Huldrich (1683 - 1731). Il titolo di questa edizione è Sepher toledot Jesco. A proposito, Voltaire commenta: «C'è un altro libro, anch'esso intitolato Toldos Jeschut, pubblicato nel 1705 da Huldrich, che segue più da presso il Vangelo dell'infanzia, zeppo di anacronismi e di errori grossolani. Fa nascere e morire Gesù Cristo sotto il regno di Erode il Grande e pretende che davanti a questo principe sia stata mossa l'accusa di adulterio fra Panther e Maria, madre di Gesù. L'autore, che prende il nome di Jonathan e si dice contemporaneo di Gesù Cristo e abitante di Gerusalemme, sostiene che Erode consultò, a proposito della nascita di Gesù Cristo, i senatori di una città nella terra di Cesarea. Non seguiremo un autore così assurdo in tutte le sue contraddizioni. È col favore di tante e tali calunnie che gli ebrei si mantengono nel loro odio implacabile contro i cristiani e contro il Vangelo; niente han trascurato per alterare la cronologia del Vecchio Testamento e spargere dubbi e difficoltà sul tempo della venuta del nostro Salvatore.» (Estratto dalla voce Messia del Dizionario Filosofico di Voltaire).
Nel 1902 lo studioso ebreo Samuel Krauss utilizzò nove manoscritti, di cui due completi (quello di Strasburgo e quello di Vienne), per produrre un'edizione critica (cfr. bibliografia).

## Le reazioni dei cristiani
Il primo esplicito e dettagliato resoconto di una versione ebraica sacrilega delle vicende di Gesù risale al IX secolo ed è dovuto all'arcivescovo di Lione Agobardo (778-840). Delle Toledòt parlano anche il suo successore Amolone (841-852), nel suo Liber Contra Iudaeos, e Rabano Mauro, arcivescovo di Magonza (Contra Iudaeos, 847), testimoniando che la notizia delle Toledòt e del loro contenuto offensivo si stava diffondendo ampiamente, suscitando violenta indignazione fra i cristiani e diventando stimolo e pretesto di persecuzioni violente.
Il contenuto delle Toledòt, perlopiù denunciato agli inquisitori da ebrei convertiti, è probabilmente la causa principale delle cosiddette Controversie sul Talmud con il loro contorno di roghi di libri ebraici. La prima di queste ebbe luogo a Parigi nel 1250 (si veda: Impia Judaeorum perfidia). Ancora fra il 1509 e il 1520 ebbe luogo in Germania (con interventi anche dell'imperatore e del papa) un'accesa controversia sulla confisca e distruzione dei libri ebraici blasfemi. Da un lato la fazione guidata dal macellaio Johannes Pfefferkorn, un ebreo convertito, e da Jakob van Hoogstraten, priore dei domenicani di Colonia e dall'altro gli umanisti tedeschi, guidati da Johannes Reuchlin. Mentre i primi auspicavano una confisca generalizzata di ogni libro ebraico, Reuchlin mise in evidenza che i libri veramenti blasfemi erano pochi e di scarsa rilevanza anche per i giudei stessi: fra questi appunto il Toledòt Yeshu e il Liber Nizachon.
Il 29 maggio 1554 la bolla Cum sicut nuper di papa Giulio III chiarì che dovevano essere confiscati e bruciati solo i libri blasfemi ("Omnes et singuli libri in quibus Jesu Salvatoris nostri, quod Jeshui Hanozri dicitur, cum blasphemia aut alias ignominiose nominatur"), mentre proibiva ogni molestia degli ebrei per il possesso di qualunque altro libro.